# Chloroscombrus orqueta
 Chloroscombrus orqueta és una espècie de peix de la família dels caràngids i de l'ordre dels perciformes.

## Morfologia
Els mascles poden assolir els 30 cm de longitud total.

## Distribució geogràfica
Es troba des del sud de Califòrnia (Estats Units) fins al Perú, incloent-hi el Golf de Califòrnia.